# 枣林站
枣林站位于山西省忻州市代县枣林镇內，是京原鐵路上的鐵路車站，現為四等站，办理客货运业务，1971年開通，離北京站約378公里；離原平站約60公里，本站及其上下行属非電气化区间，由太原铁路局管辖。
客運：办理旅客乘降；不办理行李及包裹托运。
货运：整车普通货物无限制；不办理零散货物快运，不办理批量零散货物快运。